# Arquitectura Harvard modificada
La arquitectura Harvard modificada es una variación de la arquitectura Harvard que permite que los contenidos de la memoria de instrucciones sean accedidas como si fuesen datos. 
La mayoría de los ordenadores actuales que en su documentación dicen implementar una arquitectura Harvard, de hecho, implementan una arquitectura Harvard modificada.

## Características
Tres características se suelen utilizar para distinguir una máquina con arquitectura Harvard modificada de una máquina con arquitectura Von Neumann o Harvard.
- La memoria de instrucciones y datos ocupan diferente espacio de direcciones.
- La memoria de instrucciones y datos tienen caminos hardware separados de la unidad central de proceso (CPU)
- La memoria de instrucciones y datos pueden ser accedidas de diferente manera